# Castello di Hay

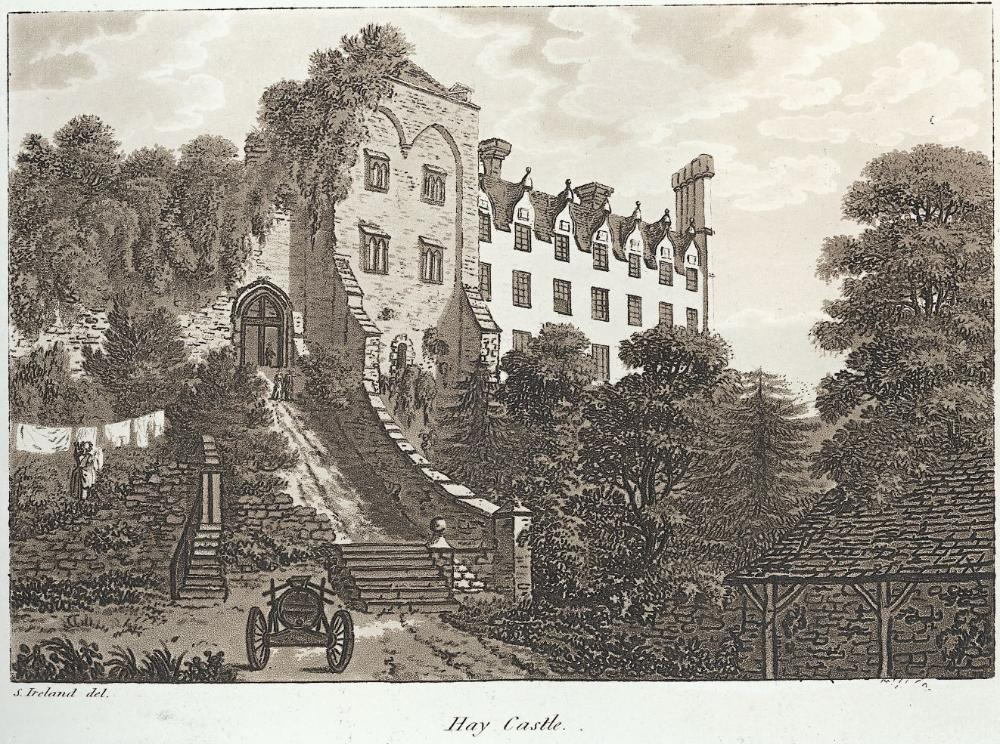
Il castello di Hay in una stampa del 1797

Il castello di Hay (in inglese: Hay Castle; in gallese: Castell y Gelli) è una storica residenza della cittadina gallese di Hay-on-Wye, nella contea di Powys (Galles centro-orientale), costruita intorno alla metà del XVII secolo sulle rovine di una fortezza normanna del XIII secolo.
L'edificio è classificato come catello di primo grado.

## Storia
Secondo la leggenda, il castello di Hay sarebbe stato costruito in una giornata da una gigantessa di nome Matilde, che avrebbe utilizzato la pietra estratta dal fiume Wye.
Storicamente si hanno invece notizie, nel corso del Medioevo di un motte e bailey realizzato a Hay-on-Wye, in seguito abbandonato agli inizi del XIII secolo. Poco dopo venne realizzata una nuova fortezza in un altro sito, che sarebbe stata di proprietà di Matilde de Braose, la moglie del potente barone Guglielmo (William) de Braose.
Nel 1207, la fortezza venne conquistata da re Giovanni e la proprietaria Maud vi fu imprigionata e morì, probabilmente di stenti, nel corso della prigionia. Successivamente, nel 1216, in seguito alla rivolta della famiglia De Braose, re Giovanni diede alle fiamme il castello insieme alla città.
Il castello venne poi saccheggiato nel 1233 da Llywelyn il Grande e quindi ricostruito durante il regno di Enrico III d'Inghilterra. A partire poi dalla metà del XIII secolo, il castello di Hay divenne di proprietà della ricca e influente famiglia De Bohun.
In seguito, dopo che la struttura ebbe resistitito all'insurrezione di Owain Glyndŵr del 1405, riportando solo qualche danno, il castello di Hay divenne la residenza dei duchi di Buckhingham, che lo abbandonarono nel 1521, dopodiché la struttura cadde progressivamente in rovina.
Negli anni trenta-quaranta o nella seconda metà del secolo successivo, probabilmente per volere della famiglia di Howel Gwynne o di James Boyle, venne realizzata lungo le rovine della fortezza di Hay una nuova residenza in stile giacobiano, che fu poi utilizzata come residenza dalla nobiltà del luogo.
Circa due secoli, dopo, nel 1825, il castello di Hay venne trasformato in un vicariato e poi acquistato nel 1844 da Sir Joseph Bailey.
Nella prima metà del XX secolo, il castello di Hay fu di proprietà di Lady Glusk, e dopo la morte di quest'ultima, avvenuta nel 1938, l'edificio divenne di proprietà della famiglia Guinness. L'anno dopo, l'ala orientale del castello venne distrutta da un incendio e gran parte dell'edificio rimase sprovvisto di un tetto.
In seguito, il castello venne dapprima acquistato al termine della seconda guerra mondiale da Edward Vernon e quindi ceduto nel corso degli anni sessanta a Richard Booth.  Il castello venne quindi gravemente danneggiato da un incendio alla fine del 1977.
Il castello venne quindi ceduto nel 2011 da Richard Booth allo Hay Castle Trust, che sette anni dopo, dopo aver raccolto la somma di circa 4,5 milioni di sterline, iniziò un'opera di restauro della struttura. Il castello fu quindi aperto per la prima volta nella sua storia al pubblico il 26 maggio 2022.

## Architettura
La facciata principale del castello è a tre piani ed è provvista di sette finestre.